# Italienische Küche

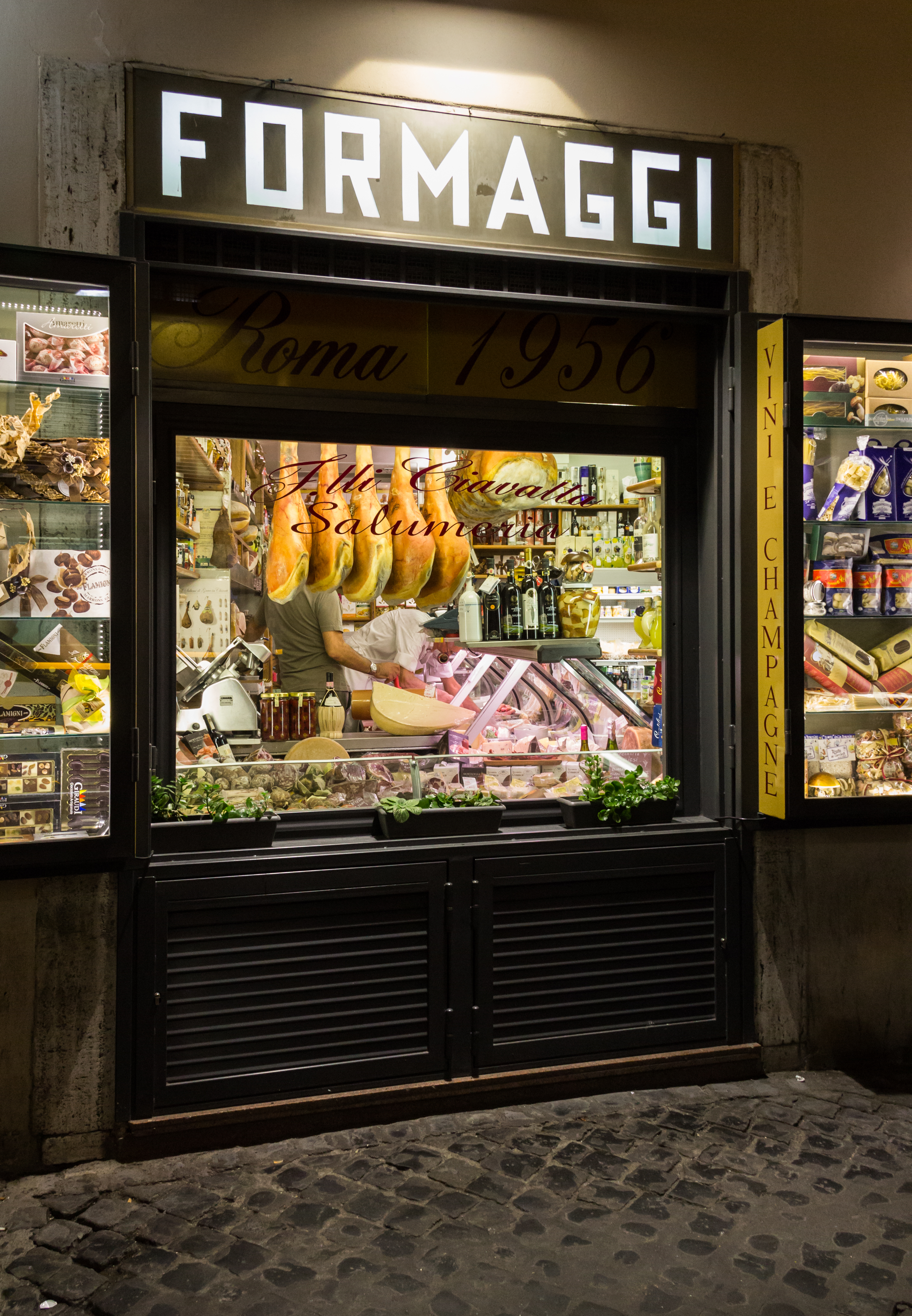
Italienisches Feinkostgeschäft in Rom

Die italienische Küche (italienisch Cucina italiana) umfasst eine Vielzahl regionaler Küchen. Historisch unterscheidet man vor allem zwischen der Cucina alto-borghese, der exklusiven Kochtradition der höheren Stände seit der Renaissance, und der Cucina povera ('armen Küche'), der regionalen bäuerlichen und städtischen Küche. 
Aus zahlreichen Rebsorten werden zum Beispiel Chianti, Barolo und Prosecco gekeltert (siehe Weinbau in Italien). Für viele Italiener stellt das Abendessen die Hauptmahlzeit dar. Es besteht in der Regel aus Antipasti, zwei weiteren Gängen und einer Nachspeise.
Wie wenige andere kulinarische Traditionen fand die italienische Küche seit dem 20. Jahrhundert weltweite Verbreitung, und ihre bekanntesten Gerichte wie Pasta und Pizza werden heute auf allen Kontinenten zubereitet. Andere international bekannte Produkte sind italienisches Olivenöl, diverse Käsesorten (zum Beispiel Parmesan, Mozzarella, Gorgonzola) sowie Wurst- und Fleischerzeugnisse (wie Mortadella, Salami, San-Daniele-Schinken, Parmaschinken).
Seit 2010 wird die italienische Küche auf der Liste des immateriellen Kulturerbes der Menschheit der UNESCO geführt.

## Regionalküchen

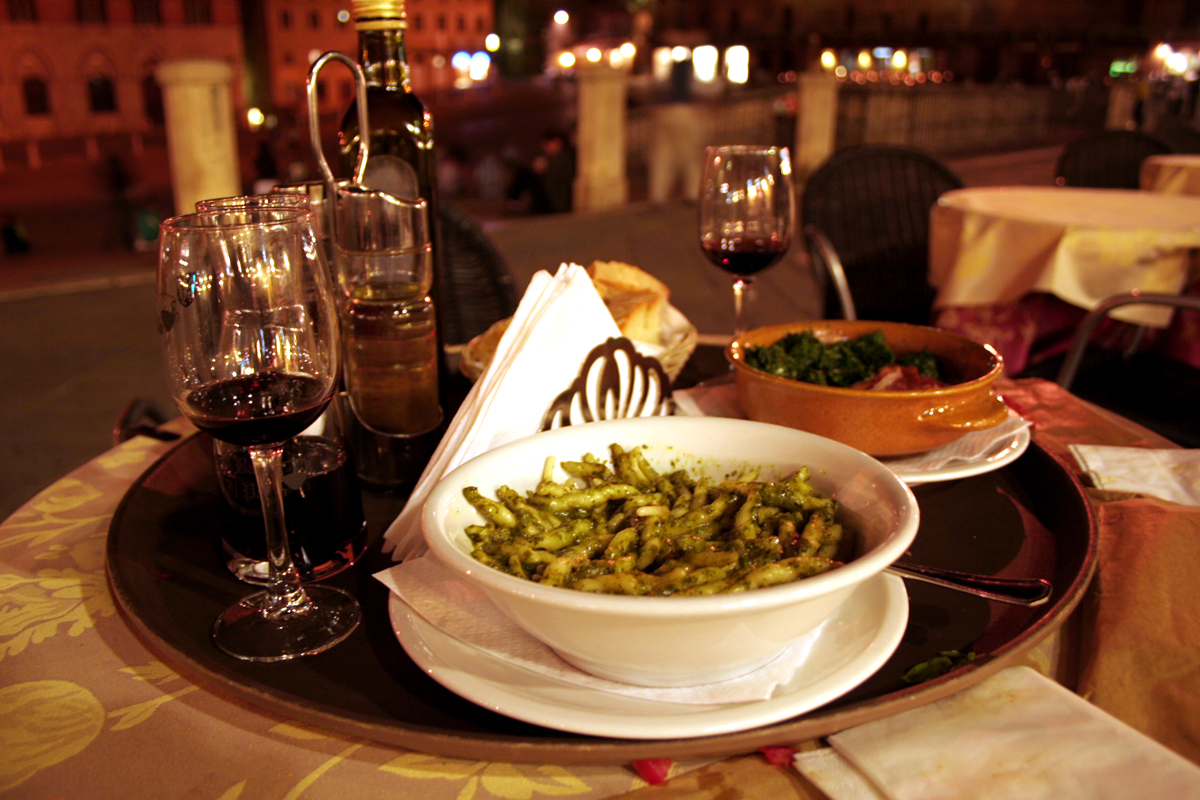
Trofie mit Pesto alla genovese aus der ligurischen Küche

Italien ist ein großes Land mit unterschiedlichen klimatischen und geografischen Verhältnissen und mit verschiedenen Volksgruppen. Die einzelnen Regionen hatten eine oft voneinander unabhängige historische Entwicklung. Diese Umstände bringen es mit sich, dass die einzelnen Regionen – oft sogar einzelne Städte und Orte – verschiedene kulinarische Spezialitäten hervorgebracht haben und sich die regionalen Küchen so sehr unterscheiden, so vielfältig sind, dass eigentlich von einer „italienischen Küche“ gar nicht gesprochen werden kann.
Folgende Regionalküchen können unterschieden werden:
Friaul (siehe: Friaulische Küche), Venetien, Trentino-Südtirol (siehe: Südtiroler Küche), die Lombardei, Aostatal, Piemont, Ligurien (siehe: Ligurische Küche), Emilia-Romagna, die Toskana (siehe: Toskanische Küche), Umbrien, Marken, Latium mit der Hauptstadt Rom, die Abruzzen (siehe: Abruzzesische Küche), mit Molise, Kampanien (siehe: Kampanische Küche), Apulien, die Basilicata, Kalabrien und die Regionalküchen der beiden Inseln Sizilien (siehe: Sizilianische Küche) und Sardinien.

## Italienische Menüfolge
Auch im privaten Alltag werden in allen italienischen Regionen die Speisen zum Mittag- und Abendessen in der Regel in zwei Gänge aufgeteilt, nämlich den kohlenhydratbetonten ersten Gang (Primo piatto) und den proteinreichen zweiten Gang (Secondo piatto). Zuvor werden oft kalte oder warme Vorspeisen (Antipasti) serviert, danach manchmal auch Desserts (Dolci). Das Essen wird meist mit einem Espresso (Caffè) abgeschlossen. Bei festlichen Anlässen werden oft verschiedene Gerichte zur Auswahl oder nacheinander gereicht.
- Antipasti (Vorspeisen)

Vor den Hauptgängen ist es in Italien üblich, verschiedene kleine, meist leichte Gerichte zu servieren. Im größeren Rahmen beginnt man mit kalten Antipasti, worauf warme Antipasti folgen. Dabei gibt es eine große und regional unterschiedliche Vielfalt an Gerichten. In Küstengebieten werden oft Antipasti auf Basis von Meeresfrüchten gereicht, während ansonsten Wurst- und Schinkenaufschnitt üblich sind. Anders als in anderen Ländern zählt auch Käse zu den Antipasti. Zusätzlich gibt es zahlreiche Vorspeisengerichte, die auf Gemüse basieren.
- Primo piatto (erster Hauptgang)

Der erste Hauptgang besteht zumeist aus einem Pasta- oder Gnocchi-Gericht. Vor allem im Norden Italiens wird oft ein Risotto serviert. Auch verschiedene Suppen – Creme, Zuppe oder Minestre – können als erster Gang serviert werden. Zu den Primi piatti werden ebenfalls Salate aus Pasta oder Reis gezählt.
- Secondo piatto (zweiter Hauptgang)

Der zweite Hauptgang ist meist ein Fleischgericht oder eines mit Fisch oder anderen Meerestieren. Auch Frittiertes oder Gebratenes, z. B. gebratene Steinpilze (Fritto di porcini), Käse- oder Eierspeisen können als Secondo piatto gereicht werden.
- Dolci (Dessert)

Als Nachtisch sind sowohl Süßspeisen wie Panna cotta, Tiramisù oder Zabaglione als auch Obst oder Speiseeis bzw. Sorbets üblich.

## Typische Gerichte

### Antipasti (Vorspeisen)

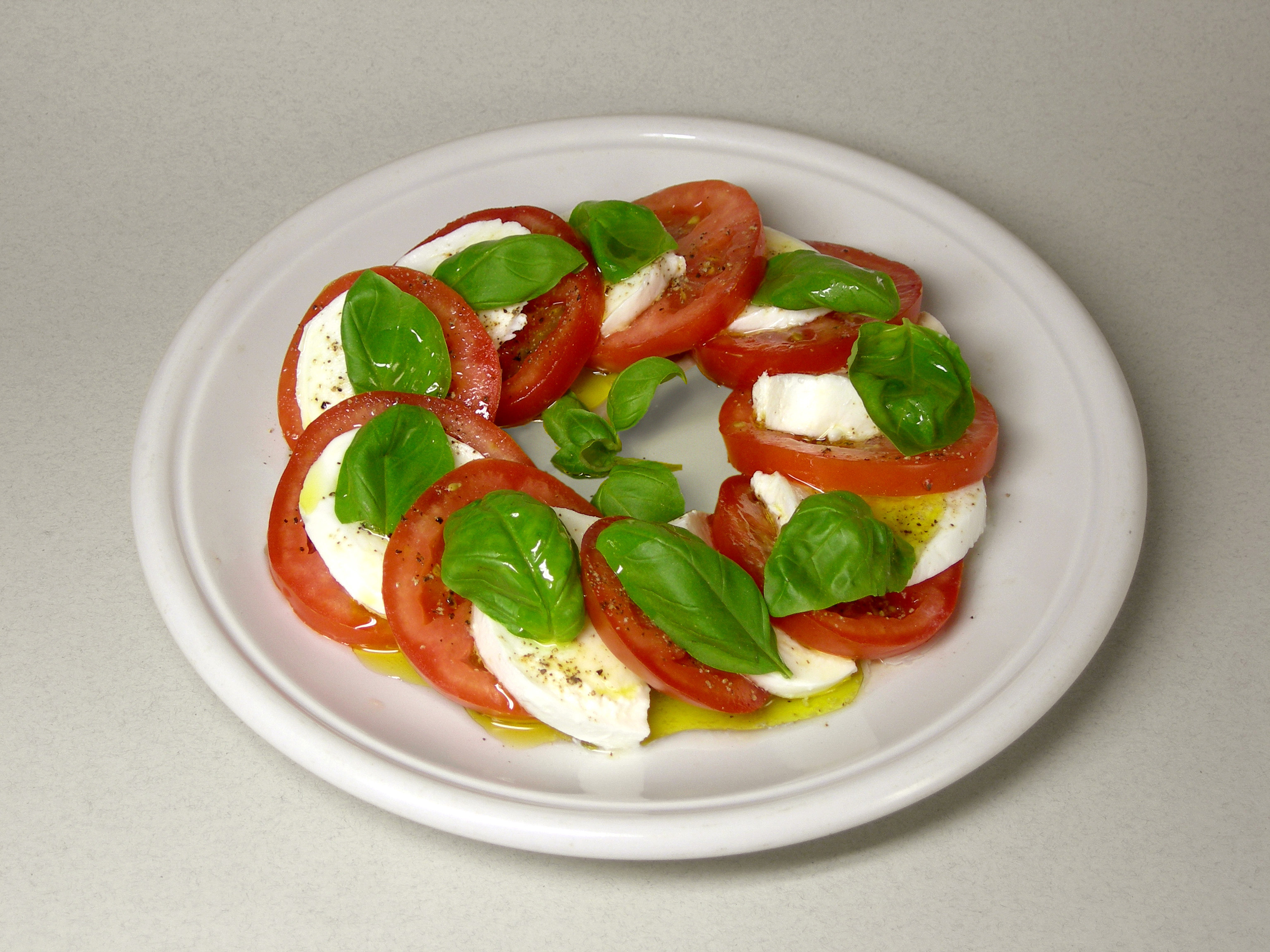
Caprese

- Caprese: Vorspeisensalat aus Tomaten, Mozzarella, Basilikum und Olivenöl.
- Bruschetta oder Crostini: frisch geröstetes Brot mit Knoblauch und Olivenöl
- Tramezzini: belegte Scheiben von Weißbrot
- Carpaccio: dünne Scheiben von Rinderfilet
- Supplì oder Arancini: frittierte Reiskroketten bzw. -bällchen
- Vitello tonnato: dünne Kalbsfleischscheiben mit Thunfischsauce
- Parmigiana: überbackene Gemüsescheiben

### Suppen

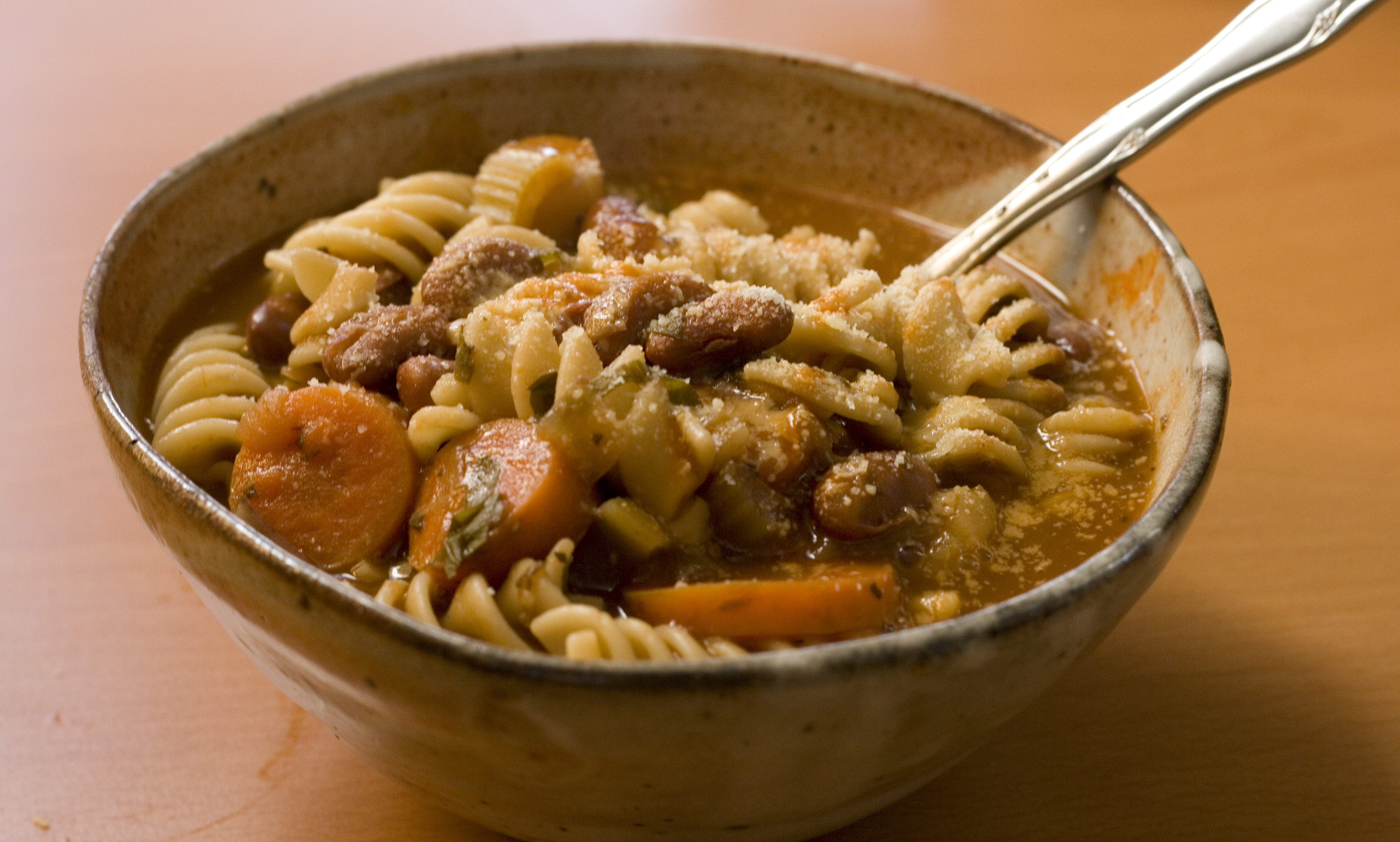
Minestrone

- Acquacotta: Brotsuppe aus der Toskana
- Cacciucco: Fischsuppe aus der Toskana
- Ginestrata: Eierschaumsuppe aus der Toskana
- Jota: Eintopfgericht aus dem Nordosten Italiens
- Minestrone: gehaltvolle Suppe, Eintopf
- Stracciatella: Einlaufsuppe mit geriebenem Käse
- Zuppa alla pavese: eine abgewandelte Acquacotta

### Saucen
- Bagna cauda: warme Sauce aus Olivenöl, Sardellen und Knoblauch (wird im Silberlöffel als Sauce beschrieben)
- Pesto: ungekochte pastöse Sauce
- Ragù
  - Ragù alla bolognese: Hackfleischsauce
  - Ragù napoletano

### Pizza

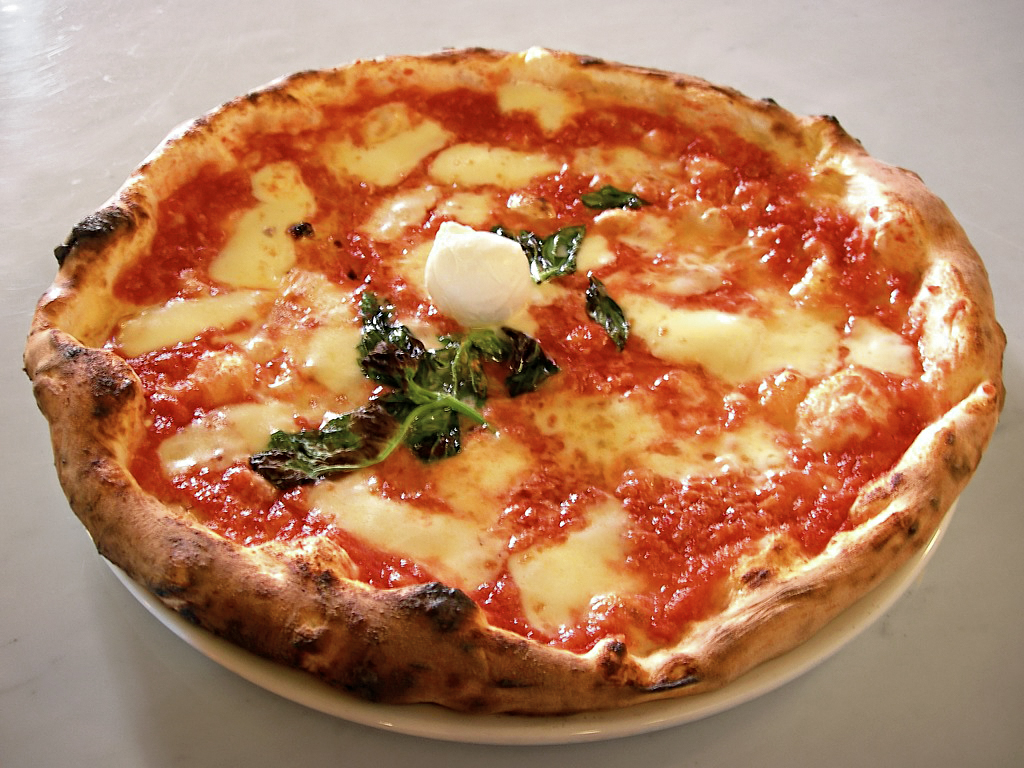
Pizza Margherita aus Neapel

Pizza wird meist als alleiniger Gang verzehrt (Piatto unico).

### Pastagerichte
- Bucatini all’amatriciana
- Fettuccine Alfredo
- Lasagne
- Pasta con le sarde
- Penne all’arrabbiata
- Rigatoni con la pajata
- Spaghetti alla carbonara
- Spaghetti cacio e pepe
- Spaghetti alle vongole
- Spaghetti aglio e olio
- Spaghetti alla puttanesca
- Tagliatelle al ragù

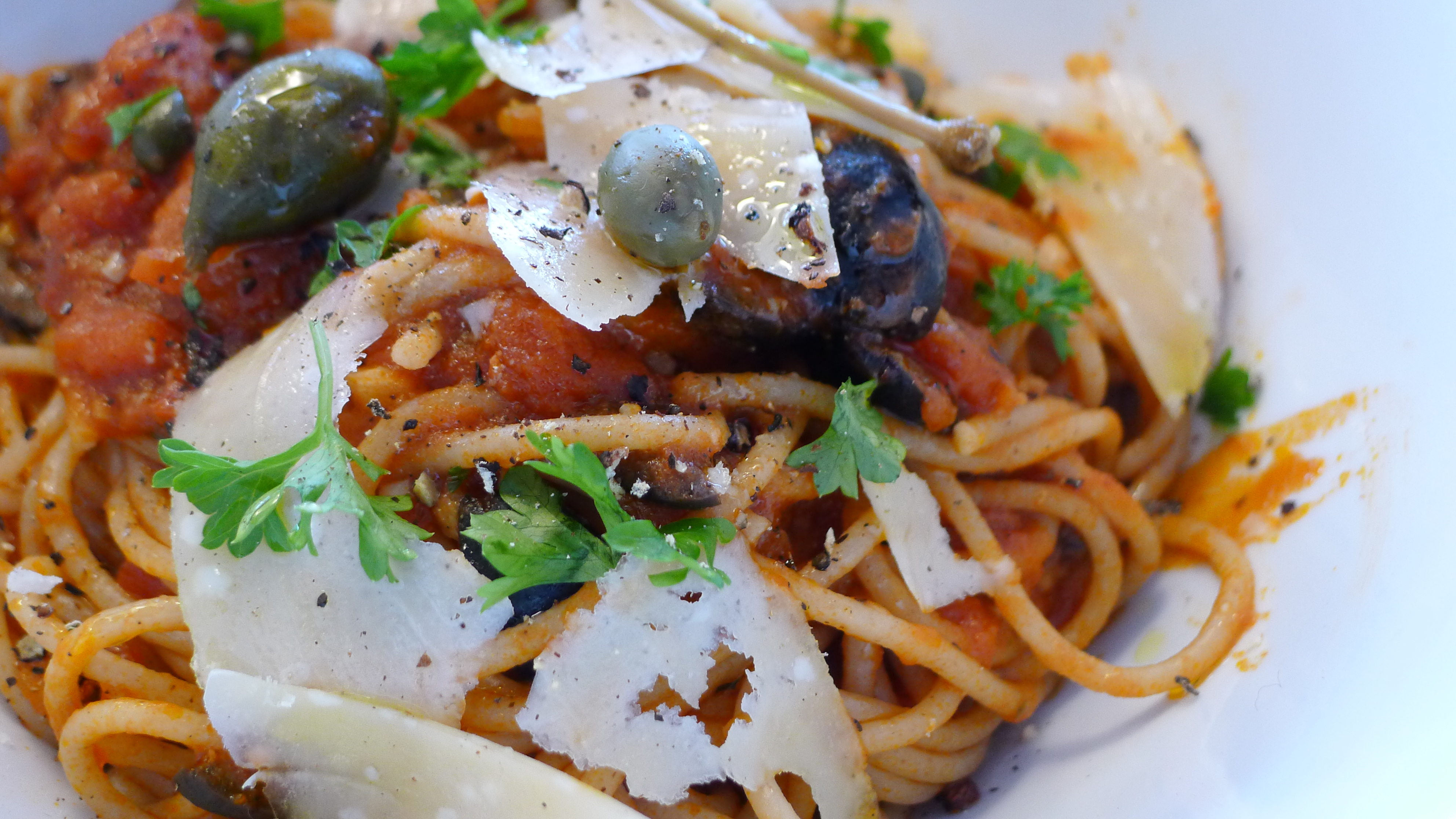
Spaghetti alla puttanesca

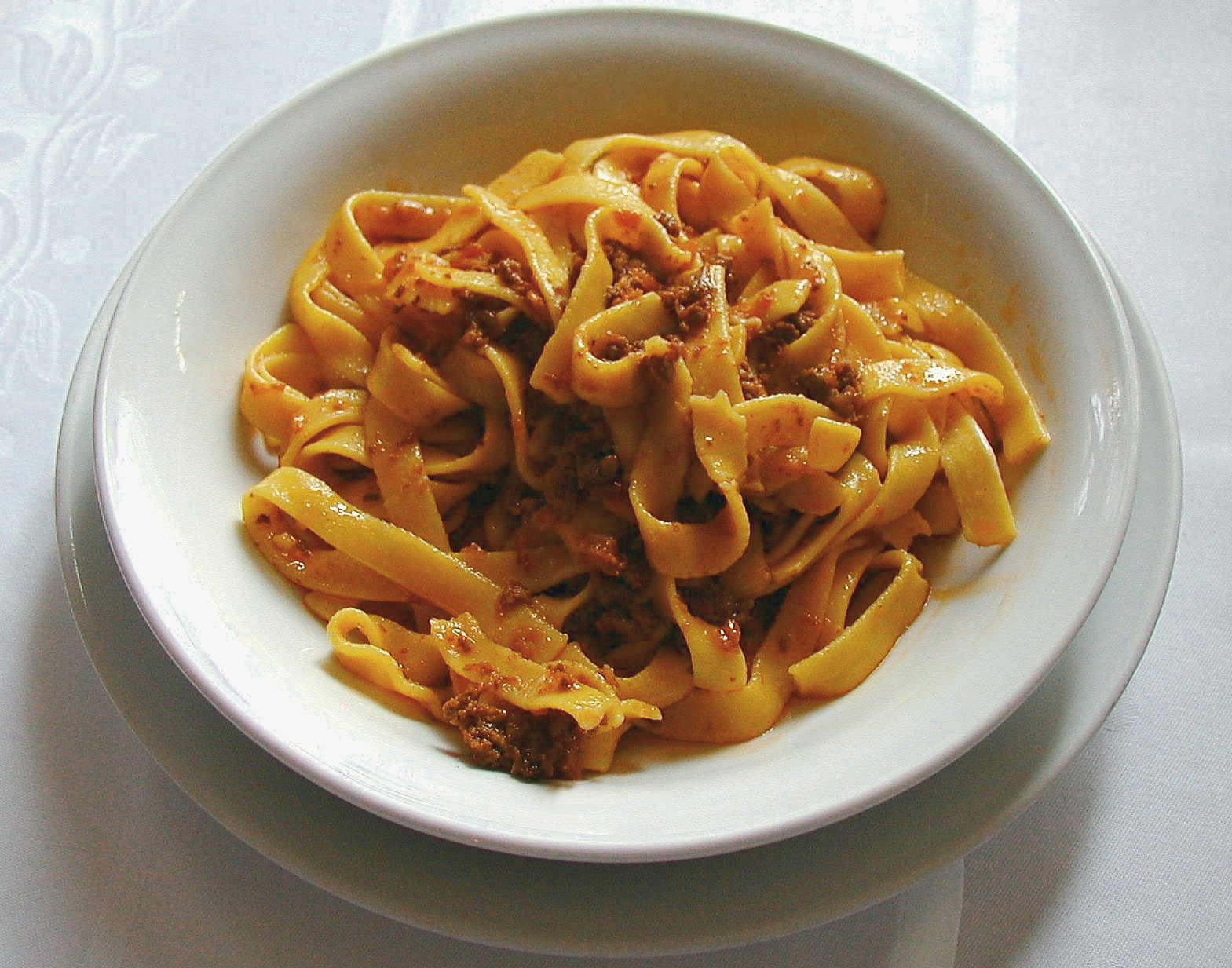
Ragù alla bolognese isst man in Italien seit jeher mit Bandnudeln.

- Verschiedene Arten von Pasta und Hülsenfrüchten: Pasta und Erbsen, Pasta und Bohnen.

### Reisgerichte

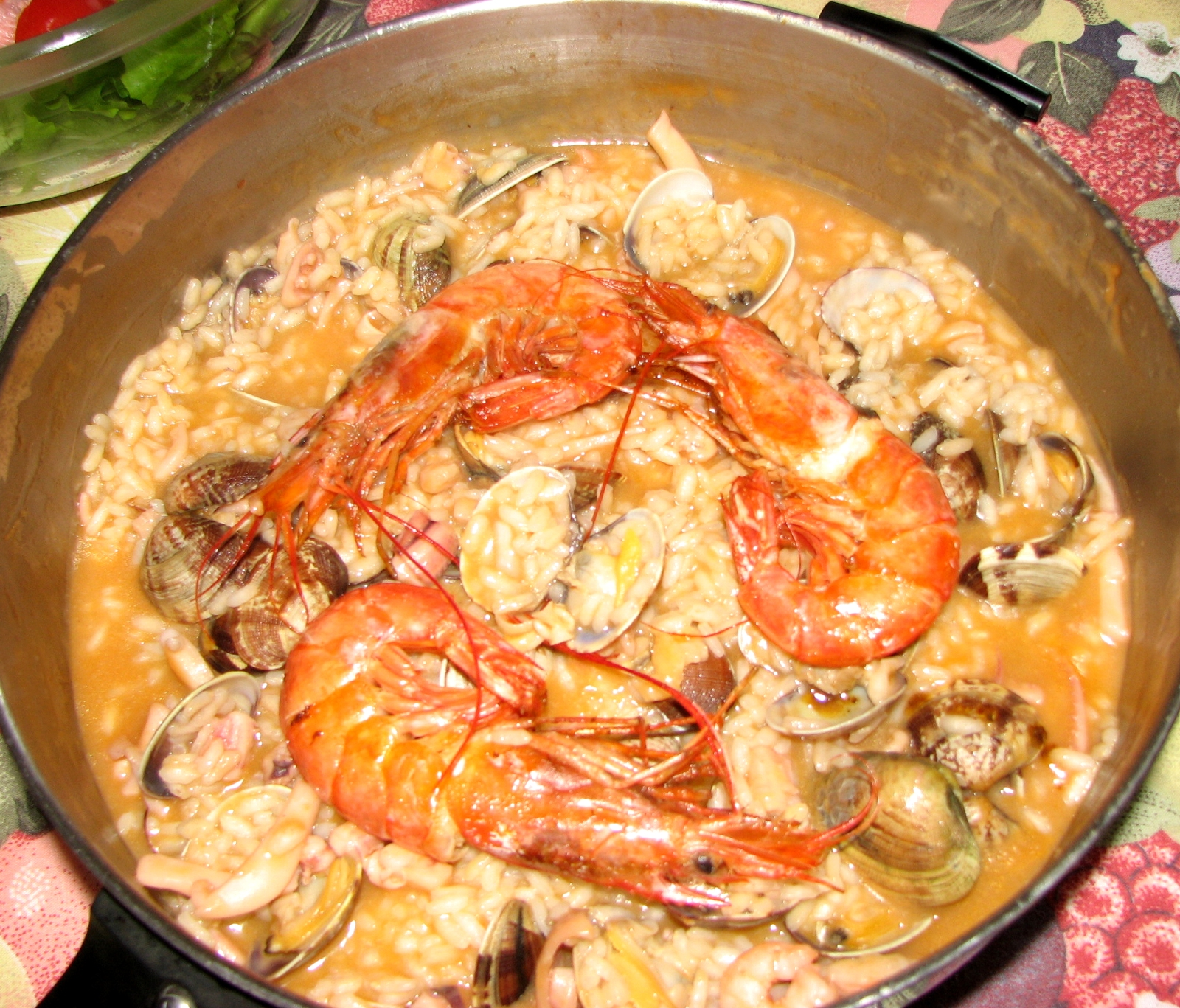
Risotto alla Marinara con gamberoni

Reisgerichte (Risotti) haben ihren Ursprung zumeist in Norditalien und sind dort besonders beliebt. Das liegt daran, dass die für Risotti gebräuchlichsten Reissorten wie Arborio, Carnaroli und Vialone nano vorwiegend in den nördlichen Regionen Piemont, Lombardei, Venetien und Emilia-Romagna angebaut werden.
- Risotto bianco („Weißes Risotto“)
- Risotto alla milanese (nach Mailänder Art, mit Safran)
- Risotto ai funghi (mit Pilzen)
- Risi e bisi („Reis und Erbsen“)
- Risotto nero (mit Tintenfisch)

### Fischgerichte

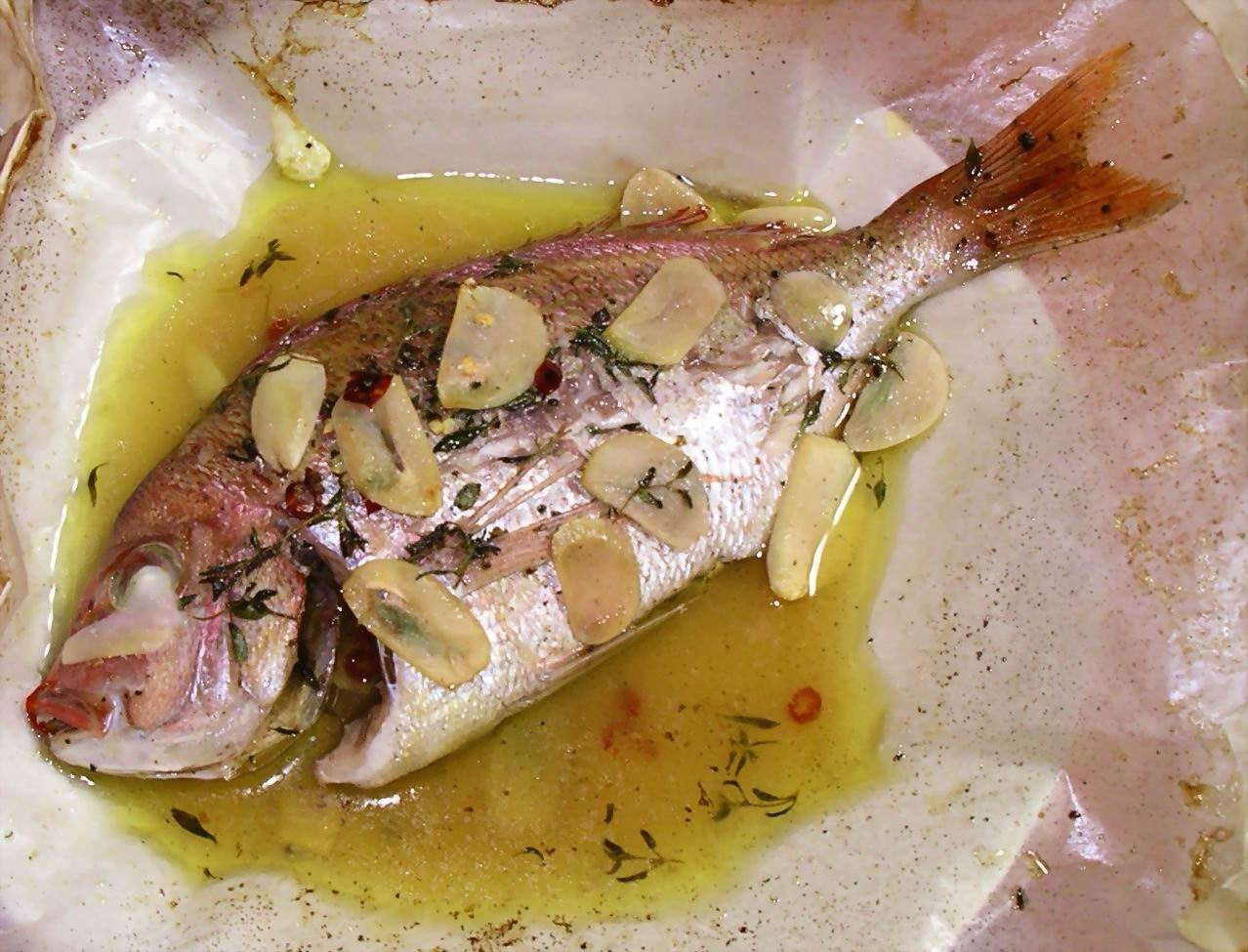
Orata al Cartoccio (Goldbrasse in der Folie zubereitet)

- Acciughe fritte in pastella, Acciughe in carpione, Acquadella o latterino fritto, Agghiotta di pesce spada, Anguilla marinata
- Baccalà alla vicentina, Baccalà fritto, Branzino al sale, Brodetto di arselle, Burrida
- Cacciucco, Calamaretti fritti, Calamari in zimino, Calamari ripieni, Capesante alla veneziana, Cappon magro, Carpaccio di pesce, Cartoccio di pesce spada, Cozze alla tarantina, Cozze fritte alla viareggina, Cozze ripiene
- Filetti di Baccalà, Filetti di orata al cartoccio, Fritto misto, Frittata di bianchetti, Frittura mista di pesce
- Grancevola alla Veneziana
- Impanata di pesce spada – Kuchen aus Mürbeteig gefüllt mit Ragout vom Schwertfisch, Zucchini, Zwiebeln, Tomaten, Oliven, Kapern
- Involtini di pesce
- Missultin e Polenta, Moscardini lessati alla genovese, Murena fritta
- Nasello al forno – Im Ofen gebackener Seehecht
- Orata arrosto, Orata al forno, Orata al finocchio – Gebratene Goldbrasse, im Ofen gebackene Goldbrasse, Goldbrasse mit Fenchel
- Pepata di cozze, Pesce a scabecciu, Pesce al cartoccio, Pesce alla pizzaiola, Pesce spada alla siciliana, Pesce spada arrosto in salmoriglio, Polpettine di mare
- Sarde a beccafico, Sarde arraganate (Sarde con origano e pane), Sarde grigliate, Sarde ripiene, Sarde Sfiziose Panate, Sardele in saor, Sbroscia bolsenese, Scampi a zuppetta, Scampi gratinati, Seppie col nero alla veneziana, Seppie con i piselli, Seppie ripiene, Seppioline in umido, Sogliole alla mugnaia, Spiedini ai frutti di mare, Spiedini di alici, Spiedini di anguilla, Stoccafisso alla genovese, Stoccafisso alla ligure
- Tonno sott’olio, Tortiera di cozze, Triglie alla livornese
- Zuppa di pesce, Zuppa di cozze

### Fleischgerichte

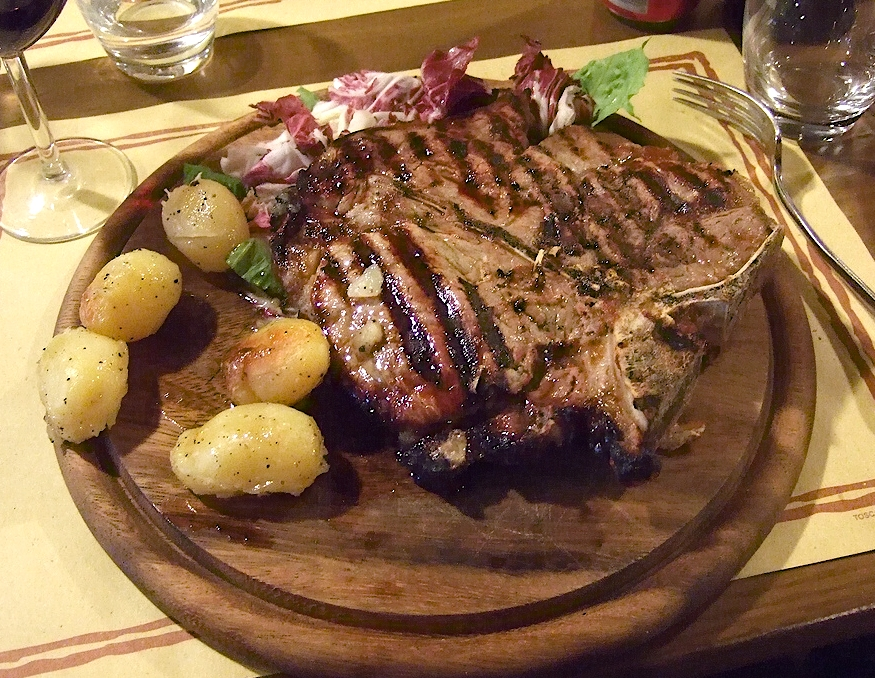
Bistecca alla Fiorentina

- Agnello al forno – Im Ofen gebratenes Lamm
- Arrosticini – Eine Grillspezialität aus den Abruzzen
- Arrosto di vitello – Kalbsbraten
- Bistecca alla fiorentina – T-Bone-Steak nach Florentiner Art
- Bollito misto – Gemischtes, gekochtes Fleisch
- Coda alla vaccinara – Geschmorter Ochsenschwanz
- Costoletta alla milanese – Mailänder Schnitzel
- Involtini di vitello – Kleine Kalbsrouladen
- Ossobuco – Geschmorte Kalbshaxenscheiben
- Pezzetti di cavallo – Geschmortes Pferdefleisch
- Piccione in forno – Im Ofen gebackene Taube
- Porchetta, junges Schwein als Rollbraten
- Saltimbocca alla Romana – Kalbsschnitzel mit Schinken und Salbei
- Zampone – Gefüllter Schweinsfuß

### Salumi

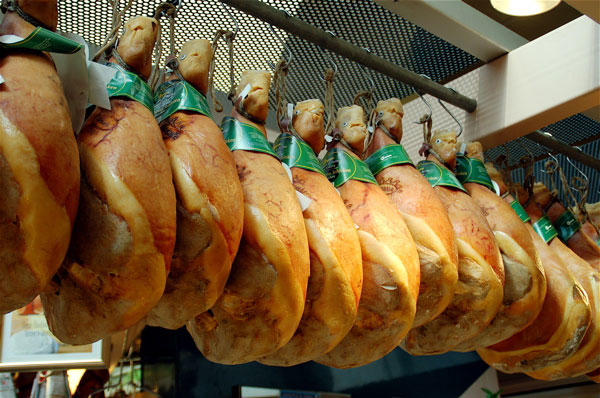
Parmaschinken

Salumi ist der italienische Oberbegriff für Fleisch- und Wurstwaren, einschließlich anderer Pökelwaren. Wurstwaren werden im Italienischen als Insacatti bezeichnet.
- Bresaola
- Capocollo di Calabria
- Cotechino
- Culatello
- Lardo
- Mortadella
- Pancetta
- Parmaschinken
- Salami

### Käse

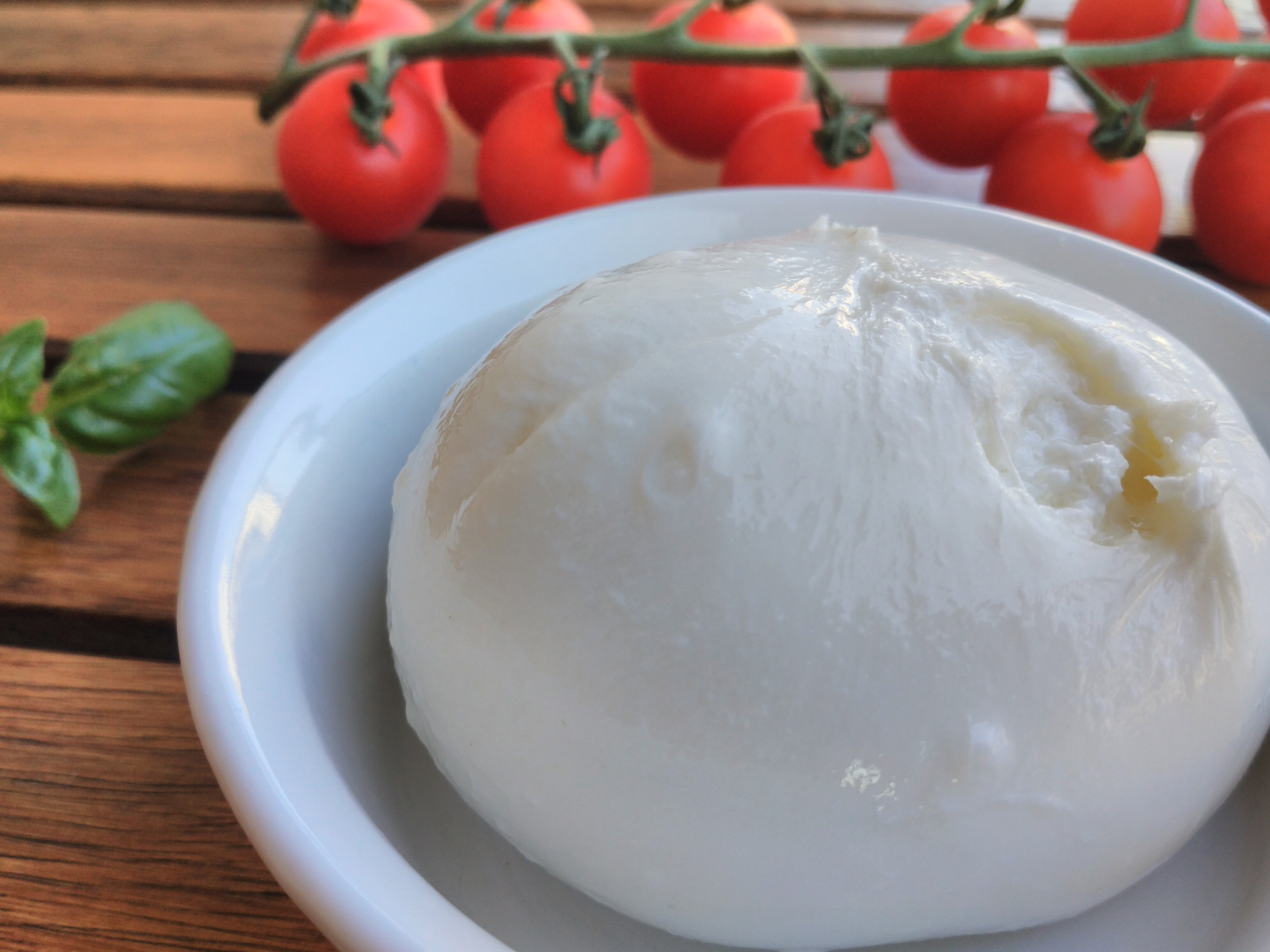
Burrata

Italien gilt als eines der Länder mit den meisten Käsesorten und langer Tradition in Herstellung und Verarbeitung, siehe Käse aus Italien.

### Desserts
- Budino (Pudding)
- Früchte
- Gelato (italienisches Speiseeis)
- Granita
- Macedonia (Obstsalat)
- Panna cotta
- Pignolata
- Sorbet
- Tiramisù

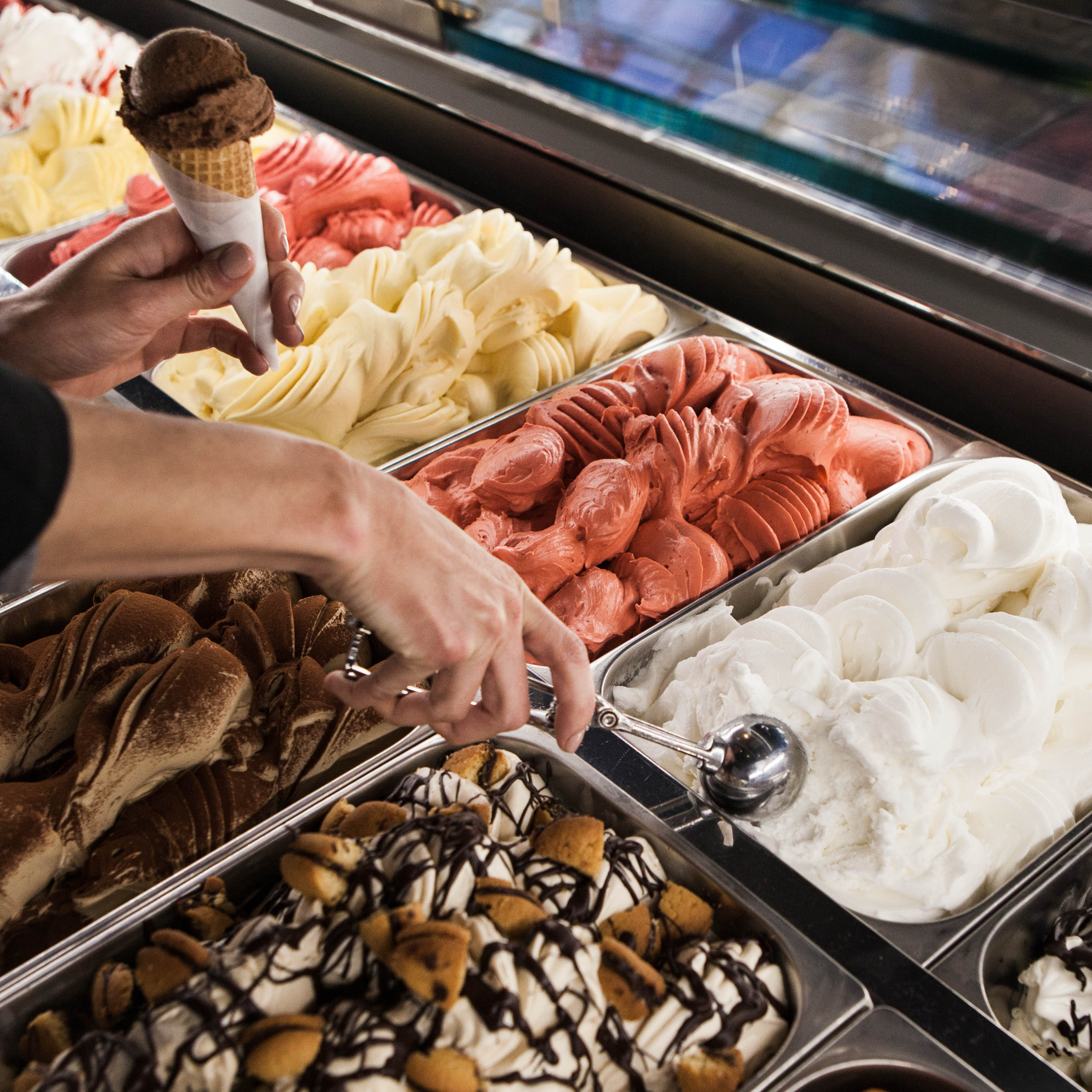
Italienisches Speiseeis

- Uovo sbattuto (verrührtes Eigelb, Zucker und ein Schuss Espresso)
- Zabaglione
- Zuccotto

## Backwaren

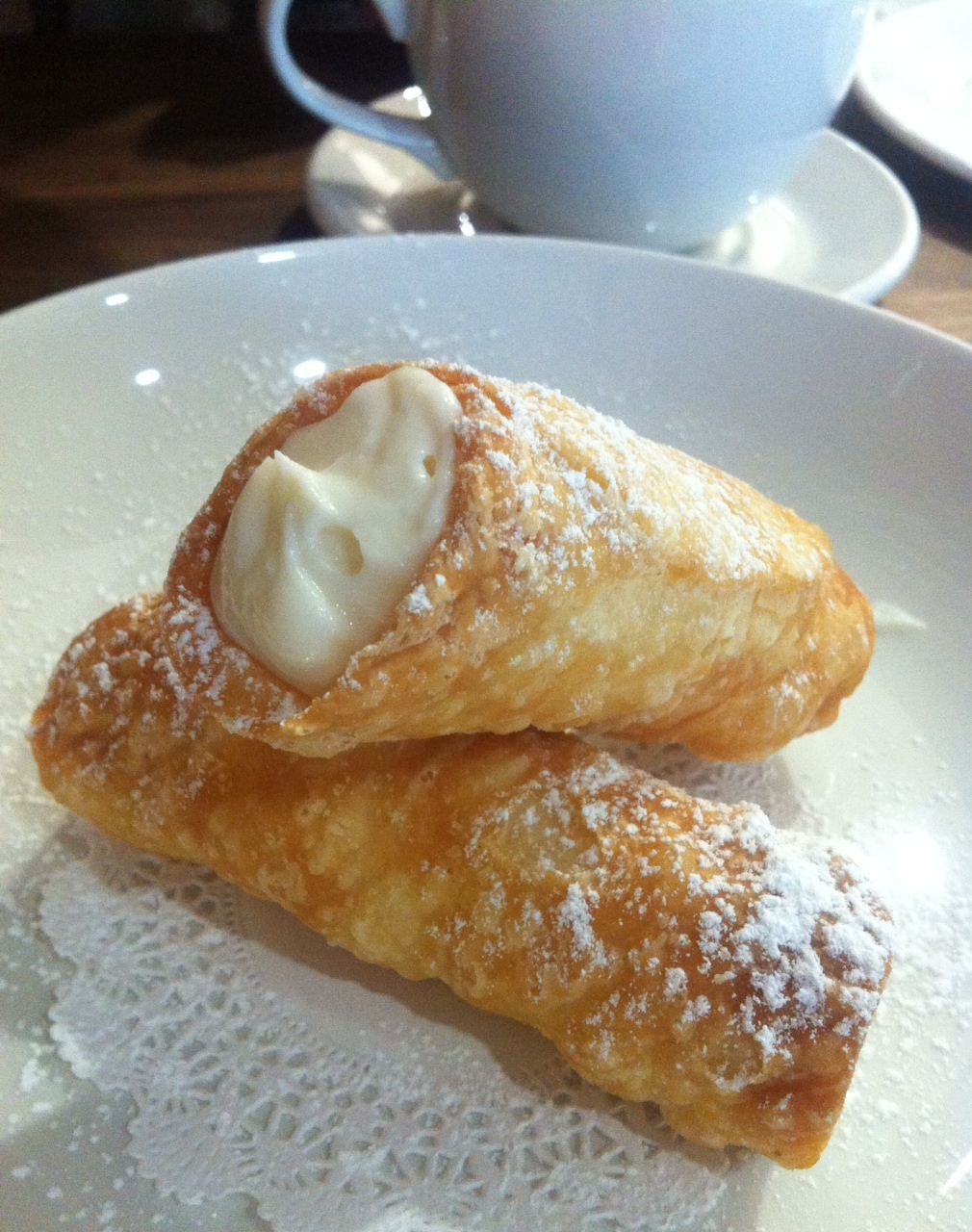
Cannoli

### Gebäck
- Amaretti
- Cannoli
- Cantuccini
- Cassata
- Colomba pasquale
- Crostata
- Pandoro
- Panettone
- Panforte
- Profiterole
- Sfoglio
- Sfogliatelle

### Brot

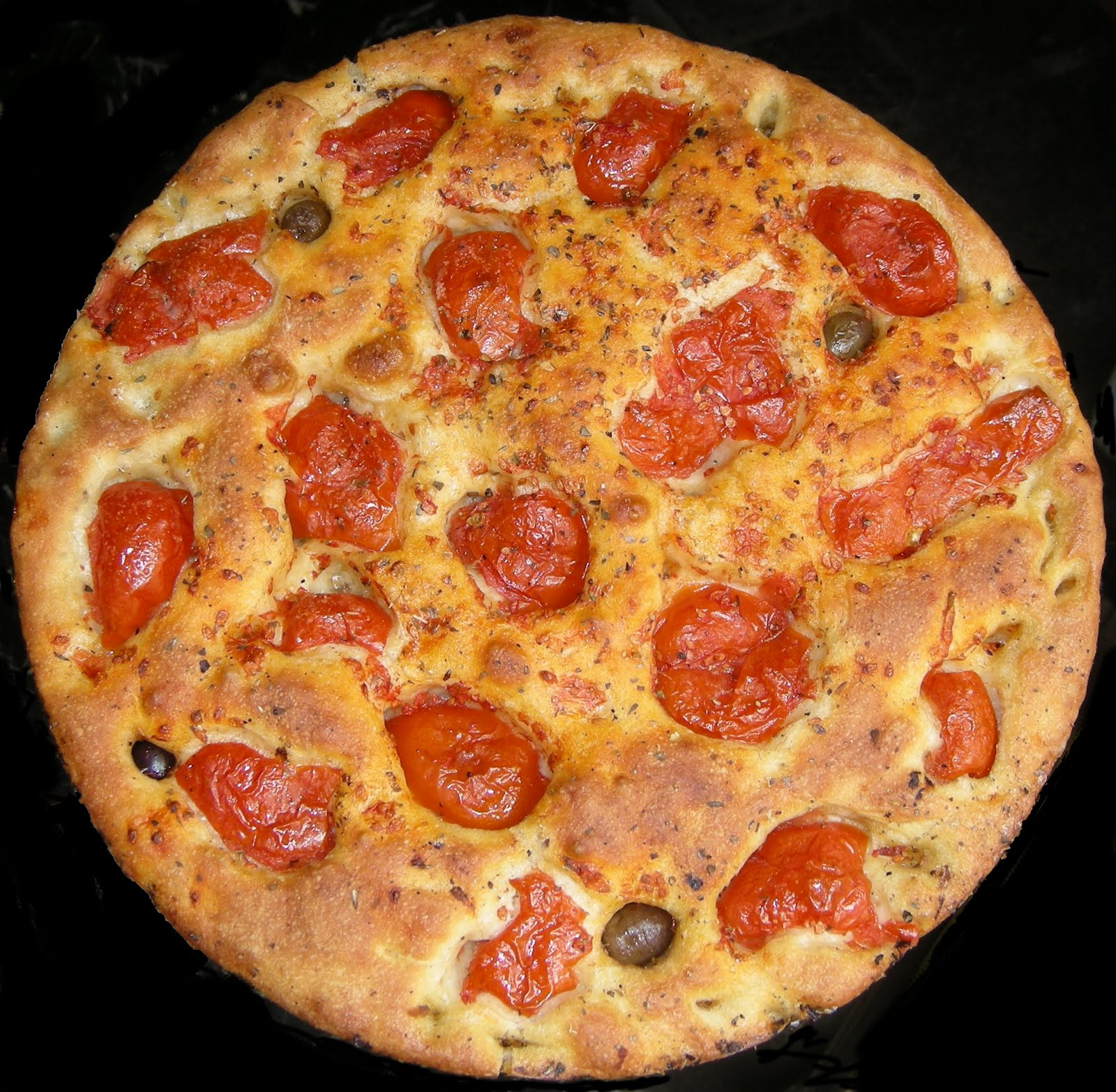
Focaccia mit Kräutern, Oliven und Tomaten

- Ciabatta
- Panini
- Focaccia
- Grissini
- Piadina
- Vinschgauer

## Getränke

### Weine

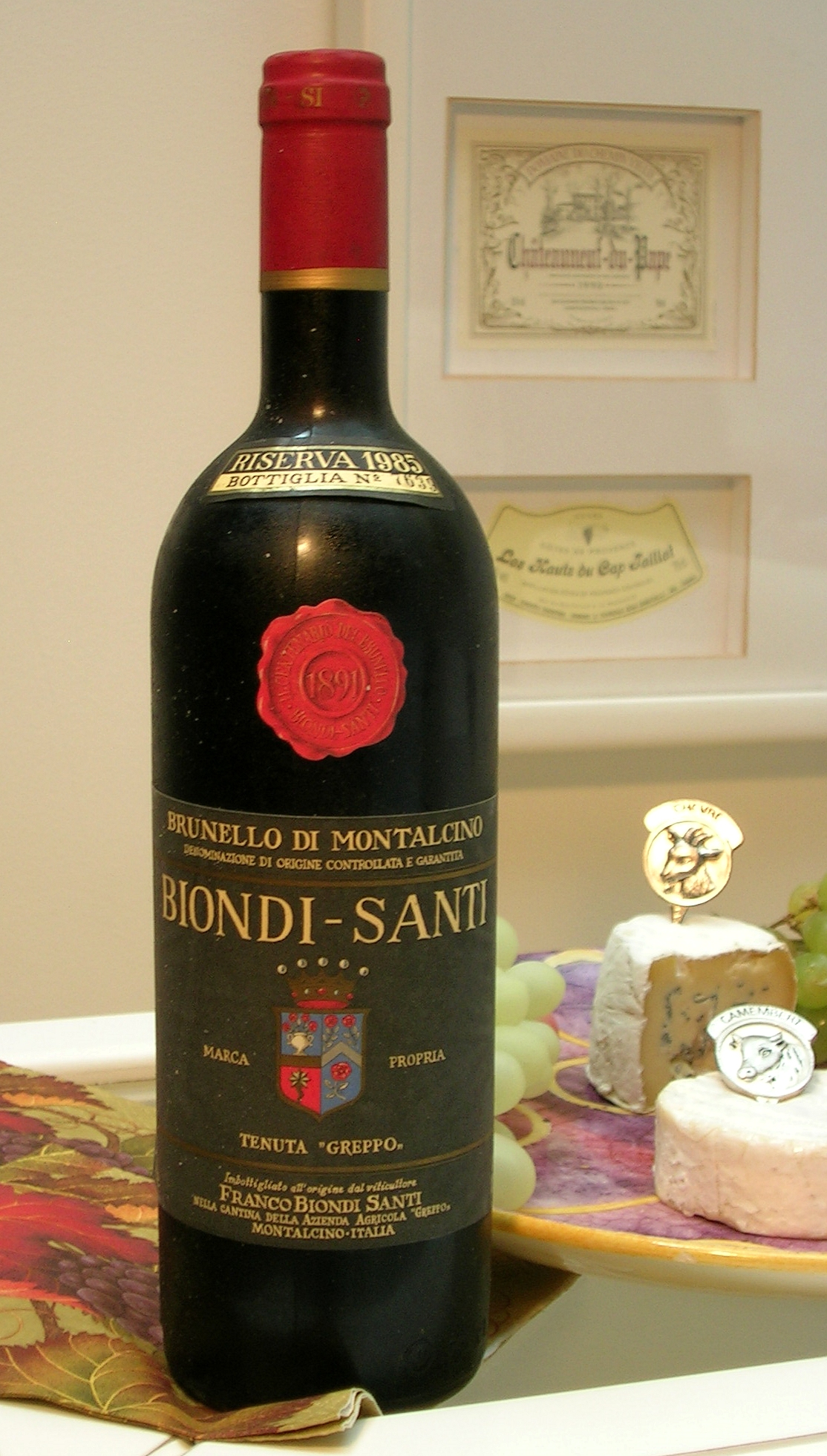
Brunello di Montalcino, sortenrein, basierend auf einer Sangiovese-Unterart

Der Weinbau in Italien hat eine lange Tradition und jede Region ihre eigenen Weine. Es gibt über 350 Rebsortenvarietäten. Aufgrund der verschiedenen klimatischen Bedingungen bestehen große geschmackliche Unterschiede zwischen den Weinen, die dementsprechend den regionalen Charakter der unterschiedlichen Küchen bereichern. Qualitativ wird zwischen Qualitätswein und Landwein unterschieden und ausgezeichnet. Mehr als ein Fünftel aller in Italien angebauten Rebsorten sind autochthon. Zu den berühmtesten gehören Sangiovese sowie Nebbiolo.
Der Charakter des Weins entscheidet, zu welchem Gang er serviert wird. Der toskanische Vin Santo ist zum Beispiel ein Dessertwein. In Italien werden neben Stillweinen (vini tranquilli) auch Perl- (vini frizzanti) und Schaumweine (vini spumanti) gekeltert.

### Aperitifs
Zu den bekanntesten Likören, die in Aperitifs wie dem Spritz gemischt werden, gehören  Aperol, Campari und Cinzano.

### Digestifs
- Amaro (Kräuterbitter): z. B. Averna, Cynar, Fernet Branca, Ramazzotti
- Grappa
- Liköre: z. B. Limoncello, Nocino, Sambuca
- Brandy: z. B. Vecchia Romagna, Stock 84

### Kaffee
Im 16. Jahrhundert war der Kaffee auf italienischsprachigem Territorium ein Getränk der Avantgarde, beispielsweise auf dem Campus der Universität Padua. Im Jahr 1600 verfügte Papst Clemens VIII., dass Kaffee ein für Christen geeignetes Getränk sei. Daraufhin hatten ihn die Straßenhändler, die auch Limonade führten, im Angebot. Das erste nachzuweisende Kaffeehaus italienischer Art wurde 1683 in Venedig eröffnet. Typische italienische Kaffeespezialitäten sind: Espresso, Caffè Lungo (verlängerter Espresso, mit der doppelten Menge Wasser zubereitet), Caffè Doppio (doppelter Espresso, mit der doppelten Menge Kaffee und der doppelten Menge Wasser zubereitet), Caffè Corretto („korrigierter“ Espresso, mit einem Schuss Grappa, Brandy, Sambuca o. ä. versehen), Caffè Latte (mit heißer Milch aufgegossener einfacher oder doppelter Espresso, in der Regel nur Frühstücksgetränk), Latte macchiato (heiße Milch mit einem Schuss Kaffee), Cappuccino (Espresso mit einer Haube aus heißem Milchschaum).

## Projekte und Kulturerbe
1953 wurde in Mailand auf Initiative Orio Verganis die Accademia Italiana della Cucina gegründet. Diese möchte das Wissen um die italienische Küche und Tischkultur bewahren und an die folgenden Generationen weitergeben. Hierzu organisiert sie Versammlungen und Tagungen, hat das Studienzentrum Franco Marenghi eingerichtet und verleiht Preise sowie Auszeichnungen. Die Akademie gibt die monatlich erscheinende Zeitschrift Civiltà della Tavola heraus. Ein weiteres Projekt um zunächst unter anderem die italienische Kochkunst zu erhalten, die Associazione Slow Food, wurde 1986 in Bra von Carlo Petrini gegründet.
Gemeinsam mit den Regierungen Spaniens, Griechenlands und Marokkos hat die italienische Regierung bei der UNESCO den Antrag gestellt, die Mittelmeerküche in das immaterielle Kulturerbe aufzunehmen. Im November 2010 wurde dieser Antrag positiv beschieden.